# Sinaí
Sinaí ist eine Ortschaft und eine Parroquia rural („ländliches Kirchspiel“) im Kanton Morona der ecuadorianischen Provinz Morona Santiago. Die Parroquia besitzt eine Fläche von 395,1 km². Beim Zensus 2010 wurden 766 Einwohner gezählt.

## Lage
Die Parroquia Sinaí erstreckt sich über die Ostflanke der Cordillera Real und reicht im Osten bis in die östlich davon gelegene vorandine Zone am Rande des Amazonasbeckens. Das Gebiet liegt in Höhen zwischen 1150 m und 5230 m. Es reicht im Nordwesten bis zum Gipfel des 5230 m hohen Vulkans Sangay. Entlang der südlichen Verwaltungsgrenze verlaufen die Flüsse Río Victoria, Río Sangay und Río Upano. Im Norden wird das Verwaltungsgebiet vom Río Kunguints, linker Quellfluss des Río Chiguatza, begrenzt. Die Fernstraße E45 (Macas–Puyo) begrenzt das Areal im Osten. Der etwa 1200 m hoch gelegene Hauptort befindet sich 24 km nordnordöstlich der Provinzhauptstadt Macas. Zwei Nebenstraßen verbinden den Ort mit der etwa 3 km weiter östlich verlaufenden E45.
Die Parroquia Sinaí grenzt im Nordosten an die Parroquia Chiguaza (Kanton Huamboya), im Südosten an die Parroquia Sevilla Don Bosco, im zentralen Süden an die Parroquias San Isidro und Alshi 9 de Octubre, im Südwesten an die Parroquia Zuñac sowie im Nordwesten an den Kanton Pablo Sexto.

## Geschichte
Die Parroquia Sinaí wurde am 7. Mai 1986 gegründet (Acuerdo Ministerial N° 0806).